# تحريك إجرائي
تحريك إجرائي (بالإنجليزية: Procedural animation)‏ هو نوع من التحريك الحاسوبي يستخدم لتوليد الرسوم المتحركة تلقائيا في الزمن الحقيقي للسماح بسلسلة من الإجراءات أكثر تنوعا والتي لا يمكن إنشاؤها باستخدام الرسوم المتحركة المعرفة مسبقا.
يستخدم التحريك الإجرائي لمحاكاة نظم الجسيمات (الدخان والنار والماء)، الملابس، ديناميكيات الأجسام الصلبة، وديناميكيات الشعر والفراء، فضلا عن تحريك الشخصية.
في ألعاب الفيديو غالبا ما يتم استخدامه لأشياء بسيطة مثل تدوير رأس الشخصية عندما ينظر اللاعب حوله وأشياء أكثر تعقيدا، مثل الـ «راقدول فيزيكس».

## مثال على التحريك الإجرائي

مثال على التحريك الإجرائي

في هذا المثال، العجلة الأولى تقود الثانية، والعجلة الثانية تقود الثالثة.

نصف قطر وموضع العجلة الثانية يتفاوت مع مرور الوقت، وسرعة دوران العجلة الثالثة تتبع ذلك.